# Skagerrakkanal

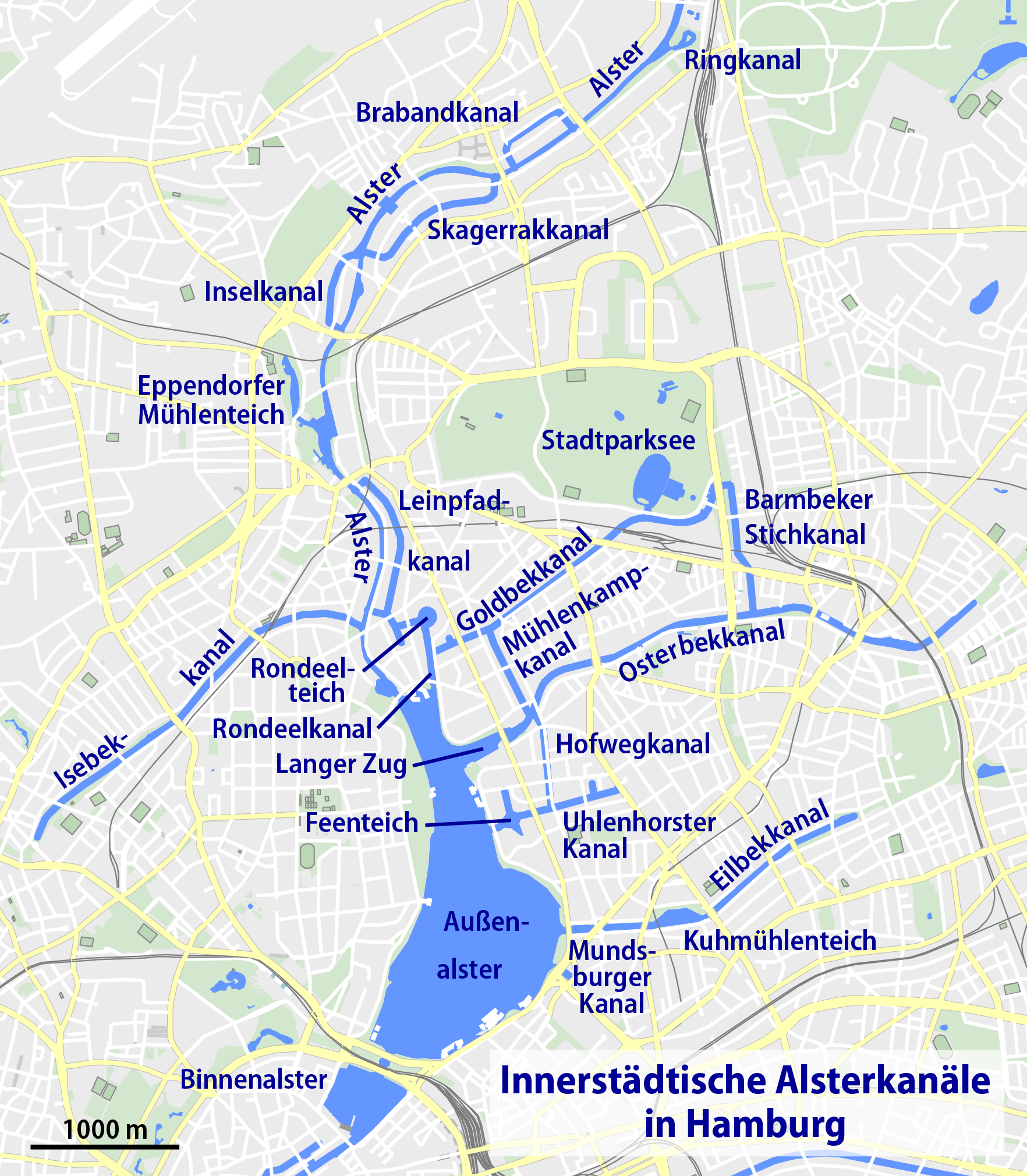
Der Skagerrakkanal als längster Seitenkanal der Alster in Alsterdorf

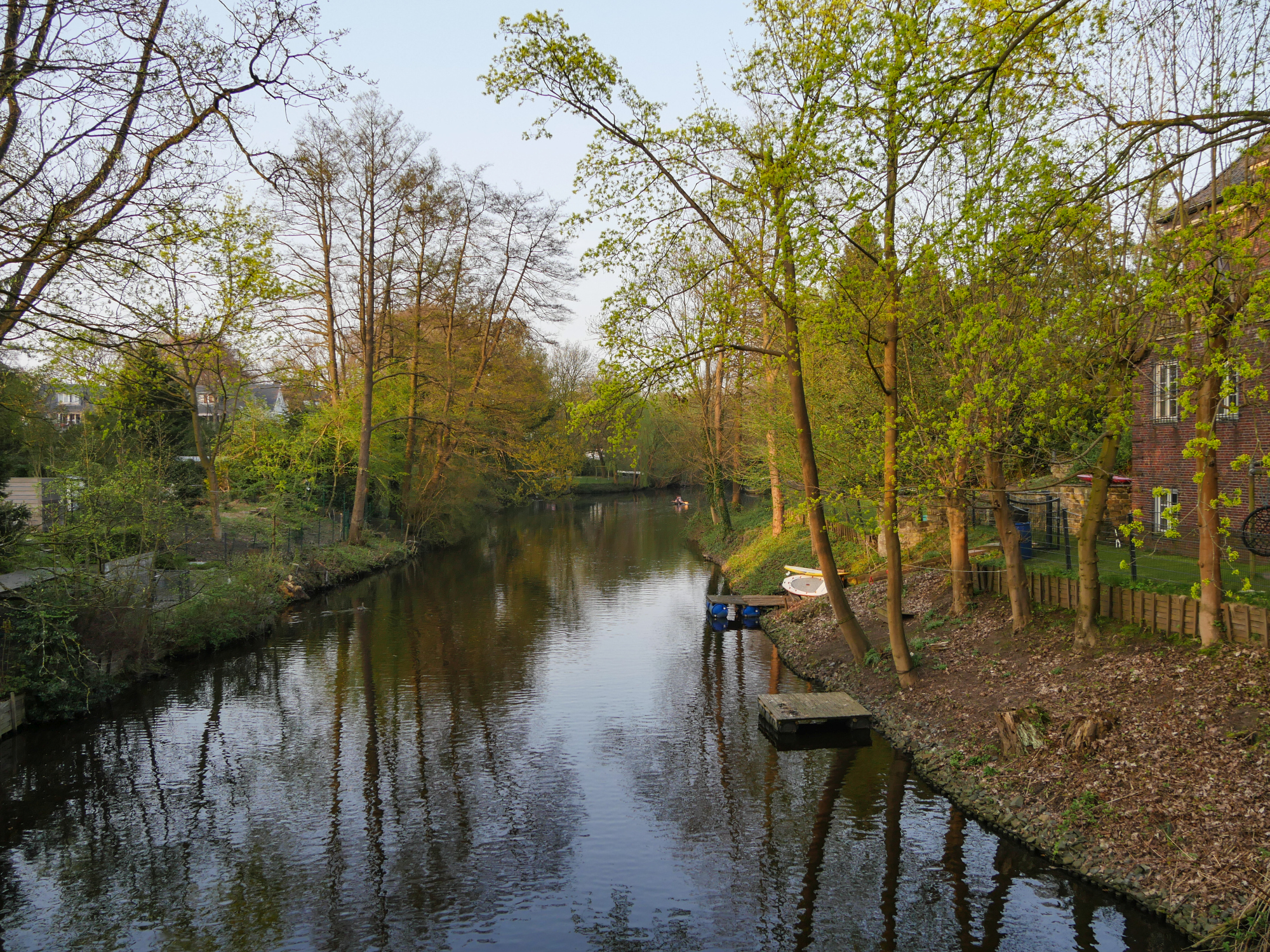
Skagerrakkanal, von der Wolffsonbrücke gesehen

Der Skagerrakkanal ist ein Seitenkanal der Alster in Hamburg-Alsterdorf. Er ist 1125 Meter lang und 20 Meter, in einem 70 Meter langen Abschnitt in der Mitte sogar 40 Meter breit.
Der Kanal zweigt direkt hinter der Traute-Lafrenz-Brücke links, also nach Süden, von der Alster ab (Lage). Dort quert die Rathenaustraße mit der Skagerrakbrücke den Kanal. Danach wendet sich der Kanal in einer Kurve nach Westen, sodass er parallel zur Alster verläuft. 440 Meter nach der Skagerrakbrücke folgt die Alsterdorfer Brücke für den Alsterdorfer Damm, danach geht der Kanal in eine weite Kurve Richtung Südwesten über und folgt darin parallel dem Alsterverlauf. 225 Meter nach der Alsterdorfer Brücke folgt die Wolffsonbrücke für Fußgänger und Radfahrer und weitere 320 Meter, nachdem sich der Kanal wieder der Alster zugewendet hat, ein zweites Mal die Rathenaustraße mit der Rathenaubrücke. Schließlich mündet der Skagerrakkanal nach 70 Metern wieder in die Alster (Lage), kurz bevor der Inselkanal von dieser abzweigt und die Metzgerbrücke folgt.
Die künstliche Insel zwischen Alster und Skagerrakkanal ist 1000 Meter lang und bis zu 200 Meter breit und wird hauptsächlich durch die Rathenaustraße erschlossen, die vom Alsterdorfer Damm gekreuzt wird.
Der ehemalige Verlauf der Alster wurde 1913 bis etwa 1918 von Ohlsdorf bis Winterhude begradigt. Dabei entstanden neben dem Ringkanal als Rest des Alsteraltlaufs auch die drei parallel zur Alster verlaufenden Brabandkanal, Skagerrakkanal und Inselkanal, um mehr Bauen am Wasser zu ermöglichen.
Der Kanal ist benannt zur Erinnerung an die Skagerrakschlacht 1916 zwischen der deutschen und der englischen Flotte. Er ist ein Gewässer erster Ordnung.

## Nachweise
1. ↑  Geoportal Hamburg, abgerufen am 8. November 2019
2. ↑  Sven Bardua: Schleuse Fuhlsbüttel vom Abriss bedroht! (PDF; 5,4 MB) In: bredelgesellschaft.de. Willi-Bredel-Gesellschaft Geschichtswerkstatt e. V., 2010, abgerufen am 17. Juli 2025.
3. ↑  Horst Beckershaus: Die Hamburger Straßennamen – Woher sie kommen und was sie bedeuten, 6. Auflage, CEP Europäische Verlagsanstalt, Hamburg 2011, ISBN 978-3-86393-009-7
4. ↑  Hamburgisches Wassergesetz (HWaG) in der Fassung vom 29. März 2005, abgerufen am 8. November 2019.

- Karte mit allen Koordinaten:
- OSM |
- WikiMap